# Miogryllus lineatus
Miogryllus lineatus är en insektsart som först beskrevs av Scudder, S.H. 1876.  Miogryllus lineatus ingår i släktet Miogryllus och familjen syrsor. Inga underarter finns listade i Catalogue of Life.